# مدل آماری

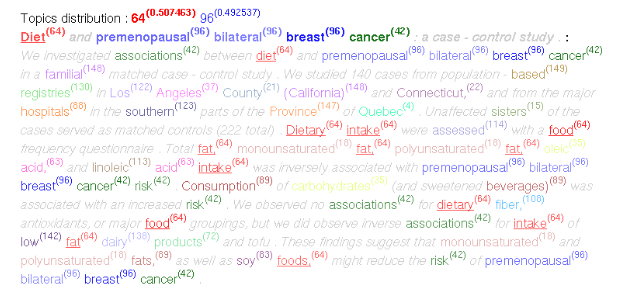
مرتبط

مدل آماری (به انگلیسی: statistical model) نوعی فرمول‌بندی به صورت ریاضی، برای مشخص کردن رابطه بین یک یا چند متغیر اتفاقی (راندوم) با یک یا چند متغیر اتفاقی دیگر است. مدل به صورت آماری است چون متغیرها به صورت اتفاقی هستند و رابطه جبری ندارند.